# Glorious (album Foxes)
Glorious è il primo album in studio della cantante britannica Foxes, pubblicato il 12 maggio 2014 dalla Sign of the Times e dalla Epic Records.

## Descrizione
Dopo una carriera di collaborazioni con artisti quali Zedd, Rudimental e Fall Out Boy, Foxes ha deciso di realizzare il primo album solista, definito dalla stessa un disco «estremamente personale [...] la musica è come una specie di terapia». Verso la fine del 2013, in seguito alla pubblicazione del video musicale di Youth, Foxes ha deciso di ufficializzare l'uscita del suo primo album in studio insieme all'uscita del video del singolo Holding onto Heaven, originariamente previsto per il 28 febbraio 2014 ma pubblicato tuttavia il 4 aprile dello stesso anno.
Pochi giorni prima dell'uscita di Glorious, Foxes ha pubblicato sul suo canale YouTube un video in cui ha fornito spiegazioni per ciascun brano contenuto nell'album. Secondo quanto affermato dalla cantante, Youth parla di lasciare casa per la prima volta e provare ad essere indipendenti dopo l'adolescenza. Holding onto Heaven narra di come cercare un modo per trovare la felicità. White Coats parla di come a volte ci sentiamo pazzi tanto da essere ospedalizzati quando in realtà la nostra pazzia non è ad un livello talmente elevato. Let Go for Tonigh è una canzone molto felice che parla di lasciarsi tutto il male alle spalle, divertirsi e lasciarsi andare dopo i brutti periodi. Night Owls Early Birds parla di uscire spesso la notte con gli amici. Glorious è una canzone che incita al coraggio. Echo parla di un tradimento che ha ricevuto, e il video lo dimostra. Shaking Heads parla di crescere ma non di perdere la stessa mentalità e intelligenza di quando si era più giovani. Beauty Queen parla di come la generazione dei ragazzini, più precisamente le femmine, vogliano sempre essere al centro dell'attenzione. The Unknown parla di come a volte ci sentiamo diversi dal resto del mondo.

## Promozione
Nel novembre 2012 la cantante ha pubblicato il singolo Echo, contenente al suo interno vari remix. Il 6 settembre 2013 è stata la volta della nuova versione di Youth (edito nel gennaio 2012), seguito il 3 ottobre dal relativo video. Nel mese di dicembre è invece uscito Holding Onto Heaven, seguito il 31 gennaio 2014 da Let Go for Tonight.
Il 12 maggio 2014 Glorious è stato pubblicato nei formati CD e LP, mentre la versione digitale è stata pubblicata il giorno successivo. Esistono due edizioni dell'album: la versione standard, composta da undici brani, e quella deluxe, contenente cinque bonus track (tra cui un'esecuzione dal vivo di Clarity). La cover della versione standard presenta una foto di lei in bianco e nero con le scritte "Foxes" e "Glorious" fucsia. La cover della versione Deluxe presenta quella stessa foto a colori in uno sfondo fucsia e con le due scritte questa volta bianche.
Il 12 agosto è uscito il quinto singolo complessivo, l'omonimo Glorious, accompagnato da un video il 7 luglio.

## Tracce
1. Talking to Ghosts – 4:21 (Louisa Allen, Liam Howe, Michael Martens, Ralf Doerper, Andreas Thein)
2. Youth – 4:19 (Louisa Allen, Jonny Harris)
3. Holding onto Heaven – 3:31 (Louisa Allen, Jonny Harris, Toby Gad)
4. White Coats – 4:06 (Louisa Allen, Jonny Harris)
5. Let Go for Tonight – 3:58 (Louisa Allen, Tom Hull)
6. Night Glo – 4:25 (Louisa Allen, Liam Howe)
7. Night Owls Early Birds – 3:29 (Louisa Allen, Jarrad Rogers)
8. Glorious – 4:21 (Louisa Allen, Jonny Harris)
9. Echo – 4:04 (Louisa Allen, Jonny Harris)
10. Shaking Heads – 4:47 (Louisa Allen, Liam Howe)
11. Count the Saints – 3:36 (Louisa Allen, Ben Mark)

Tracce bonus nell'edizione deluxe
1. Clarity (Live) – 3:33 – originariamente interpretata da Zedd
2. Beauty Queen – 4:22
3. Home – 3:35
4. In Her Arms – 4:45
5. The Unknown – 4:14

Tracce bonus nell'edizione giapponese
1. Youth (Acoustic) – 2:56
2. Youth (Adventure Club Remix) – 3:12
3. Let Go for Tonight (Live) – 3:23
4. Holding onto Heaven (Chainsmokers Remix) – 3:54